# 長谷川酒造
長谷川酒造株式会社（はせがわしゅぞう）は、新潟県長岡市摂田屋地区にある1842年（天保13年）12月15日創業の酒蔵。屋号は「信州屋」。銘柄は「越後雪紅梅（えちごせっこうばい）」。5代目当主長谷川信と仲が良かった遠藤実が蔵に遊びに来ていた折、色紙に雪紅梅と書いたことがきっかけで、1984年（昭和59年）に誕生した。
酒造の経営は、3つあった蔵のうち2つが全壊してしまった中越大震災も乗り越え、6代目当主・長谷川道郎の妻葉子（7代目当主）と、長女祐子、次女比田井聡子の母娘3人で行っている。
2020年（令和2年）から、四季を旅するシリーズと題して「春：悠久山の桜」「夏：長岡の花火」「秋：稲刈り日和」「冬：雪の酒蔵」を発売。地元長岡のイラストレーター・もりとしのりによる人気キャラクター「たびねこ」がラベルに描かれている。